# Nicholas Hamilton
Nicholas William Hamilton (* 4. Mai 2000 in Lismore, New South Wales) ist ein australischer Schauspieler.

## Leben
Der in der australischen Küstenstadt Alstonville, im Norden des Bundesstaates New South Wales, lebende Schauspieler wurde als Sohn von Vicki Atkins und Craig Hamilton geboren. Seit seinem vierten Lebensjahr spielt Hamilton Schlagzeug.

## Filmkarriere
Nach eigenen Aussagen hätte Hamilton möglicherweise nie mit der Schauspielerei begonnen, wenn er nach dem Tod seines Onkels Ross nicht eine Rolle in einem Theaterstück erhalten hätte. Dieser sei ein großes Vorbild für ihn gewesen, und er wollte das, was sein Onkel getan hatte, fortsetzen. Erstmals zog Hamilton Aufmerksamkeit für seine Rolle im Kurzfilm Time aus dem Jahr 2013 auf sich, in dem auch seine Mutter Vicki Atkins mitspielte und für den er als bester Schauspieler beim Tropfest-Kurzfilmfestival ausgezeichnet wurde. Sein Spielfilmdebüt gab Hamilton im Film Spurlos – Ein Sturm wird kommen, wo er Tom spielte, den Filmsohn von Nicole Kidman und Joseph Fiennes. Im Film Captain Fantastic – Einmal Wildnis und zurück, der 2016 beim Sundance Film Festival und später von Hamilton und seiner Filmfamilie auch in Cannes vorgestellt wurde, erhielt Hamilton die Rolle von Rellian, dem Filmsohn von Viggo Mortensen. Diese Rolle hatte Hamilton nach einem weltweiten Casting im Alter von 14 Jahren erhalten. Für die Rolle war es wichtig, dass die Nachwuchsschauspieler körperlich fit sind und auch über musikalisches Talent verfügen.
Im Film The Dark Tower, der im Februar 2017 in die deutschen Kinos kam, spielt Hamilton die Figur Lucas Hanson. Im September 2017 kam eine Neuverfilmung des Stephen-King-Romans Es in die Kinos, mit Bill Skarsgård als böser Clown Pennywise in der Hauptrolle, in der Hamilton den Halbstarken Henry Bowers spielt. Eine Hauptrolle erhielt Hamilton in dem Filmdrama Brave the Dark von Damian Harris.

## Filmografie (Auswahl)
- 2013: Mako – Einfach Meerjungfrau (Mako: Island of Secrets, Fernsehserie, Folge 1x11)
- 2015: Spurlos – Ein Sturm wird kommen (Strangerland)
- 2016: Captain Fantastic – Einmal Wildnis und zurück (Captain Fantastic)
- 2017: Der Dunkle Turm (The Dark Tower)
- 2017: Es (It)
- 2019: Danger Close – Die Schlacht von Long Tan (Danger Close: The Battle of Long Tan)
- 2019: Es Kapitel 2 (It Chapter Two)
- 2021: Love, Victor (Fernsehserie, Folge 2x09)
- 2023: Brave the Dark
- 2024: The Pradeeps of Pittsburgh (Fernsehserie, 8 Folgen)

## Auszeichnungen
Screen Actors Guild Award
- 2017: Nominierung als Mitglied des Besten Schauspielensembles in einem Film (Captain Fantastic – Einmal Wildnis und zurück)[7]

Tropfest Short Film Festival
- 2013: Auszeichnung mit dem Best Male Actor Award (Time)

Washington D.C. Area Film Critics Association Award
- 2017: Nominierung als Mitglied des Besten Schauspielerensembles (Es)[8]

Young Artist Award
- 2017: Nominierung als Bester Nebendarsteller in einem Spielfilm in der Kategorie Teen Actor (Captain Fantastic – Einmal Wildnis und zurück)[9]